# Robbie Russell (calciatore)
Robert Isaac Oleen Russell (Accra, 16 luglio 1979) è un ex calciatore statunitense, di ruolo difensore.

## Carriera

### College
Cresciuto ad Amherst, praticò calcio universitario all'Università Duke dal 1997 al 2000 e decise poi di tentare l'avventura professionistica in Islanda. Giocò così per una stagione nel Breiðablik.
Fu poi scelto al draft dai Los Angeles Galaxy, ma Russell preferì continuare la sua avventura all'estero. Firmò per il Sogndal e debuttò nella Tippeligaen il 12 agosto 2001, quando fu schierato titolare nella vittoria per 4-3 sul Brann. Il 16 maggio 2002 segnò la prima rete, nella sconfitta per 4-2 contro l'Odd Grenland.
Fu poi ingaggiato dal Rosenborg, che lo fece esordire il 1º agosto 2004, nel pareggio per 1-1 sul campo del Viking. Nel campionato 2005 giocò pochi incontri, a causa di un infortunio al ginocchio e di un cambio alla guida tecnica del club.
Passò poi al Viborg, per cui giocò il primo incontro nella sconfitta per 3-1 contro l'Aalborg. A luglio 2008 terminò il suo soggiorno scandinavo e tornò negli States, per giocare nel Real Salt Lake. Fu lui a segnare il rigore decisivo nella finale di MLS Cup 2009, vinta contro i Los Angeles Galaxy.